# Zaña

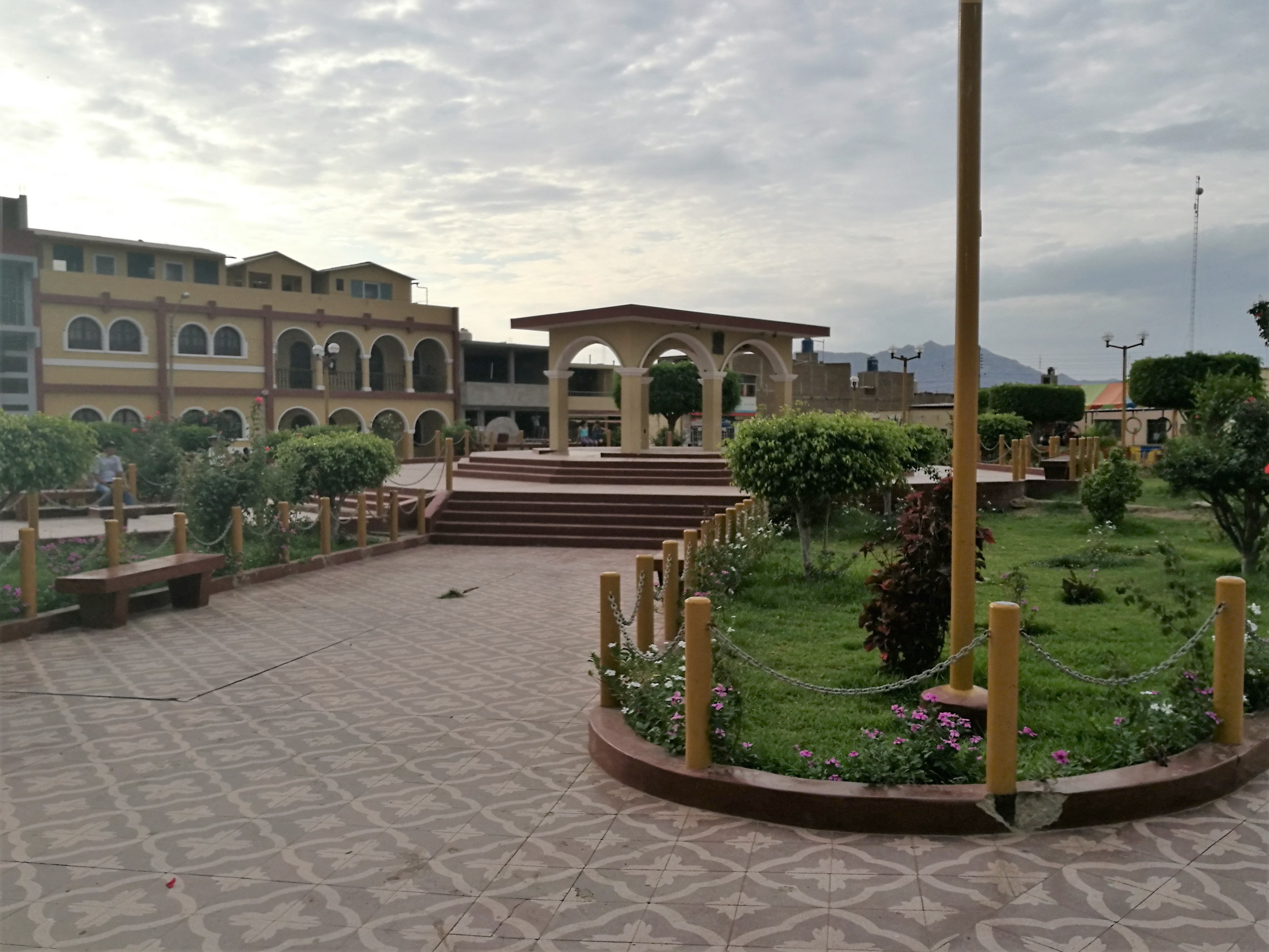
Plaza de Armas in Zaña

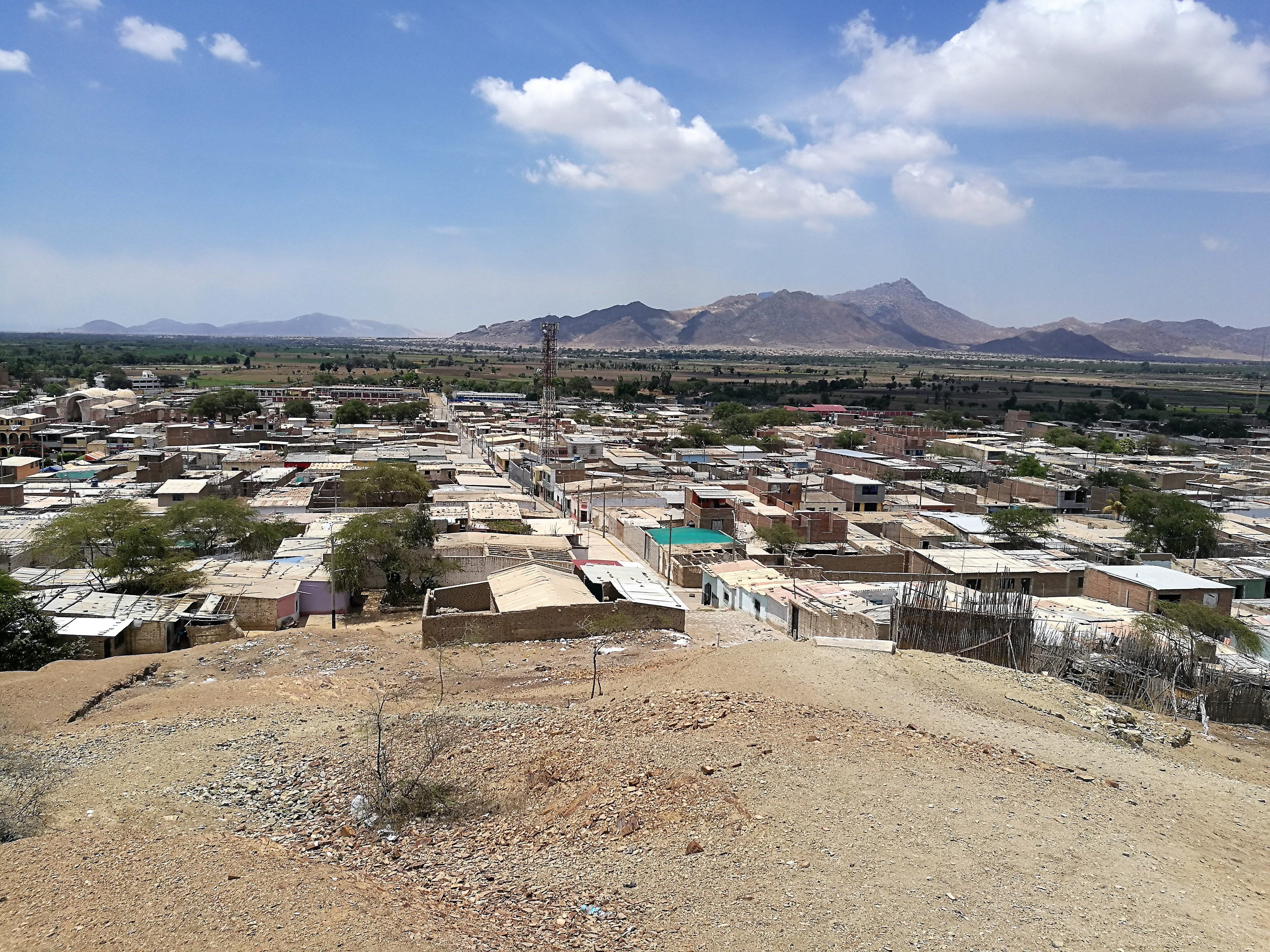
Panorama

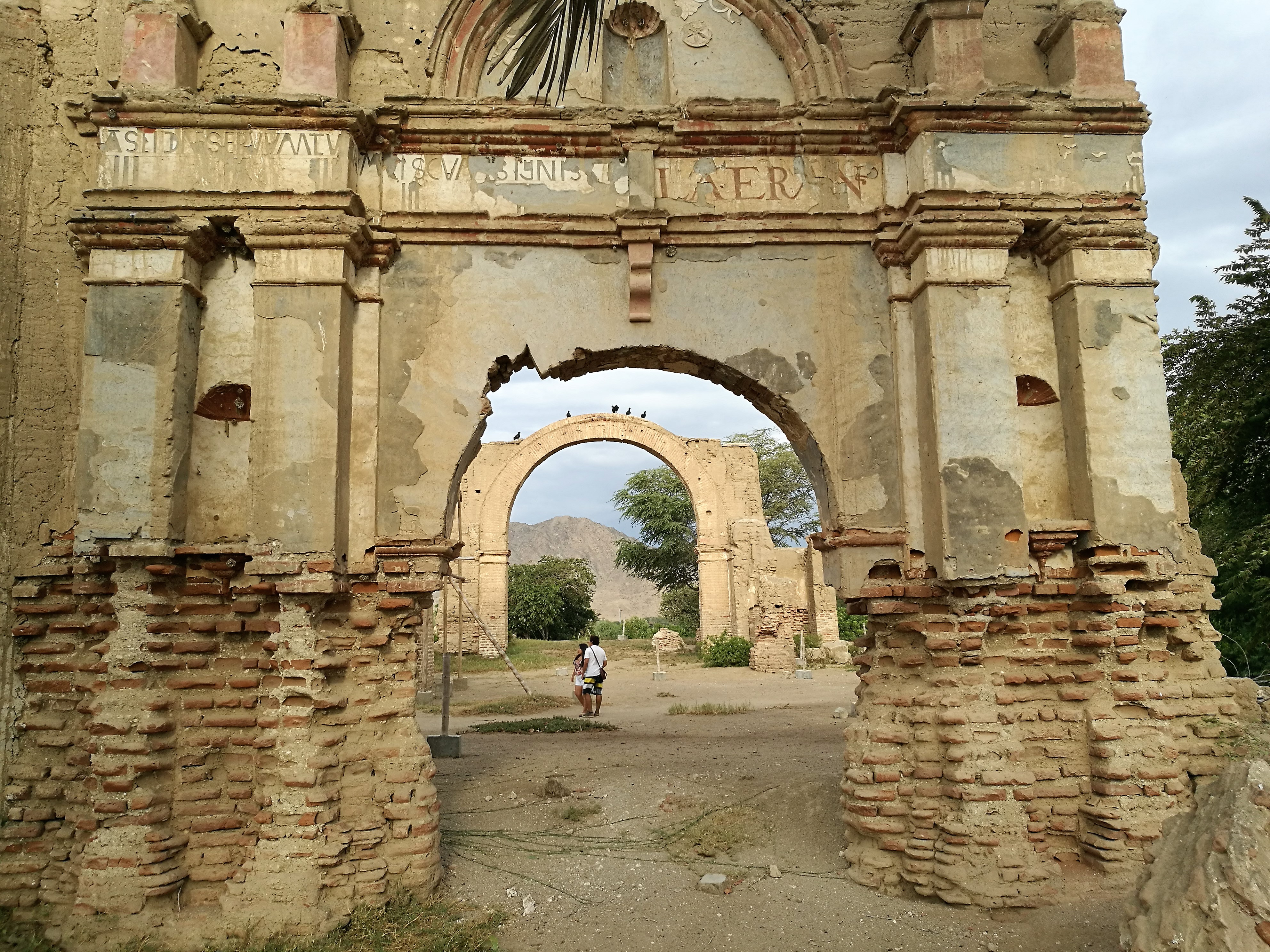
Ruine einer Kirche, die beim Hochwasser 1720 zerstört wurde

Zaña, alternative Schreibweise Saña, ist eine Kleinstadt in Nordwest-Peru in der Provinz Chiclayo der Region Lambayeque. Sie ist Verwaltungssitz des Distrikts Saña. Beim Zensus 2017 betrug die Einwohnerzahl 4550.

## Lage
Zaña befindet sich 33 km südöstlich der Regionshauptstadt Chiclayo. Die Stadt liegt auf einer Höhe von 58 m am nördlichen Flussufer des Río Zaña, 23 km von der Pazifikküste entfernt. Von der Nationalstraße 1N (Panamericana) von Chiclayo nach Trujillo zweigt eine 10 km lange Straße nach Zaña ab. Im Umkreis der Stadt wird bewässerte Landwirtschaft betrieben.

## Geschichte
Die Stadt geht auf die spanische Gründung Santiago de Miraflores de Zaña im Jahr 1563 zurück. Durch den Anbau von Zuckerrohr im Zaña-Tal wurde die Stadt wohlhabend. Im März 1686 überfiel der englische Pirat Edward Davis Zaña. Am 15. März 1720 wurde die damalige Stadt durch ein Hochwasser, das vom Wetterphänomen El Niño verursacht wurde, zerstört. Die spanischen Siedler gaben die Stadt auf und überließen sie den afrikanisch-stämmigen Sklaven. 1854 wurde die Sklaverei in Peru abgeschafft. In Zaña wurde im Jahr 2009 das Afroperuanische Museum eröffnet. Dieses beschäftigt sich mit der Geschichte der Afro-Nachfahren von ihrer Ankunft im Vizekönigreich Peru bis zur Gegenwart.